# Panguraptor
Panguraptor – wymarły rodzaj dinozaura, teropoda z grupy celofyzoidow.
Kopalne ślady nieznanego wcześniej nauce rodzaju dinozaura znaleziono w chińskiej prowincji Junnan. Znajdowały się wśród skał formacji Lufeng, powstałej w jurze wczesnej (prawdopodobnie hettang–pliensbach), w ogniwie Shawan. Okaz obejmuje czaszkę wraz z żuchwą, część kręgosłupa i niepełne żebra, prawą łopatkę i fragmenty kończyny górnej, fragmentaryczną miednicę i prawie całkowicie zachowaną kończynę dolną. Analiza rzeczonego materiału pozwoliła zaliczyć zwierzę do teropodów z grupy celofyzoidów, niewielkich bądź średnich rozmiarów dwunogich mięsożerców czasu późnego triasu i wczesnej jury, a także do rodziny celofyzów, blisko celofyza. Znalezisko jest istotne, ponieważ, jak podkreślają autorzy opisu rodzaju, wcześniejsze odkrycia nie dostarczyły bogatego materiału, jeśli chodzi o azjatyckie celofyzoidy (nie licząc odrębnego paleokontynentu indyjskiego). Przed odkryciem Panguraptor znaleziono jedynie 2 okazy, ponadto oba obejmowały jedynie pozostałości kończyn. Ponadto autorzy wskazali cechy szczególne, które odróżniały go od wcześniej opisanych celofyzoidów. Zaliczają do nich grzebień o przekątnym przebiegu na boku kości szczękowej, otwór położony ogonowo-grzbietowo w stosunku do wymienionego grzbietu, a także hakowaty róg na dystalnym końcu IV kości śródstopia. Nazwę ukuli, sięgając do mitologii chińskiej, od Pangu. Imię to nosiła potężna istota będąca bohaterem najpełniejszej wersji chińskiego mitu kosmogonicznego, zrodzona w kosmicznym jaju, która to odepchnęła od siebie niebo i ziemię, a potem nadała im ostateczny kształt. Natomiast cząstka raptor pochodzi z łaciny i oznacza rabusia. Rodzaj obejmuje pojedynczy gatunek Panguraptor lufengensis. Epitet gatunkowy jest eponimem nawiązującym do nazwy powiatu Lufeng. Fauna dinozaurów z formacji Lufeng obejmowała także 2 gatunki lufengozaura, 2 gatunki junnanozaura oraz takie rodzaje, jak Chuxiongosaurus, Jinshanosaurus, Xixiposaurus, tatizaur, bienozaur i sinozaur. Czyni to Panguraptor drugim teropodem, którego pozostałości znaleziono w skałach tej formacji.